# Tipula peliostigma
Tipula peliostigma är en tvåvingeart som beskrevs av Theodor Emil Schummel 1833. Tipula peliostigma ingår i släktet Tipula och familjen storharkrankar. Arten är reproducerande i Sverige.

## Underarter
Arten delas in i följande underarter:
- T. p. peliostigma
- T. p. burdurafyonensis